# Clanculus jussieui
Clanculus jussieui is een slakkensoort uit de familie van de Trochidae. De wetenschappelijke naam van de soort is voor het eerst geldig gepubliceerd in 1826 door Payraudeau als Monodonta jussieui.